# 大米哈伊利夫卡區

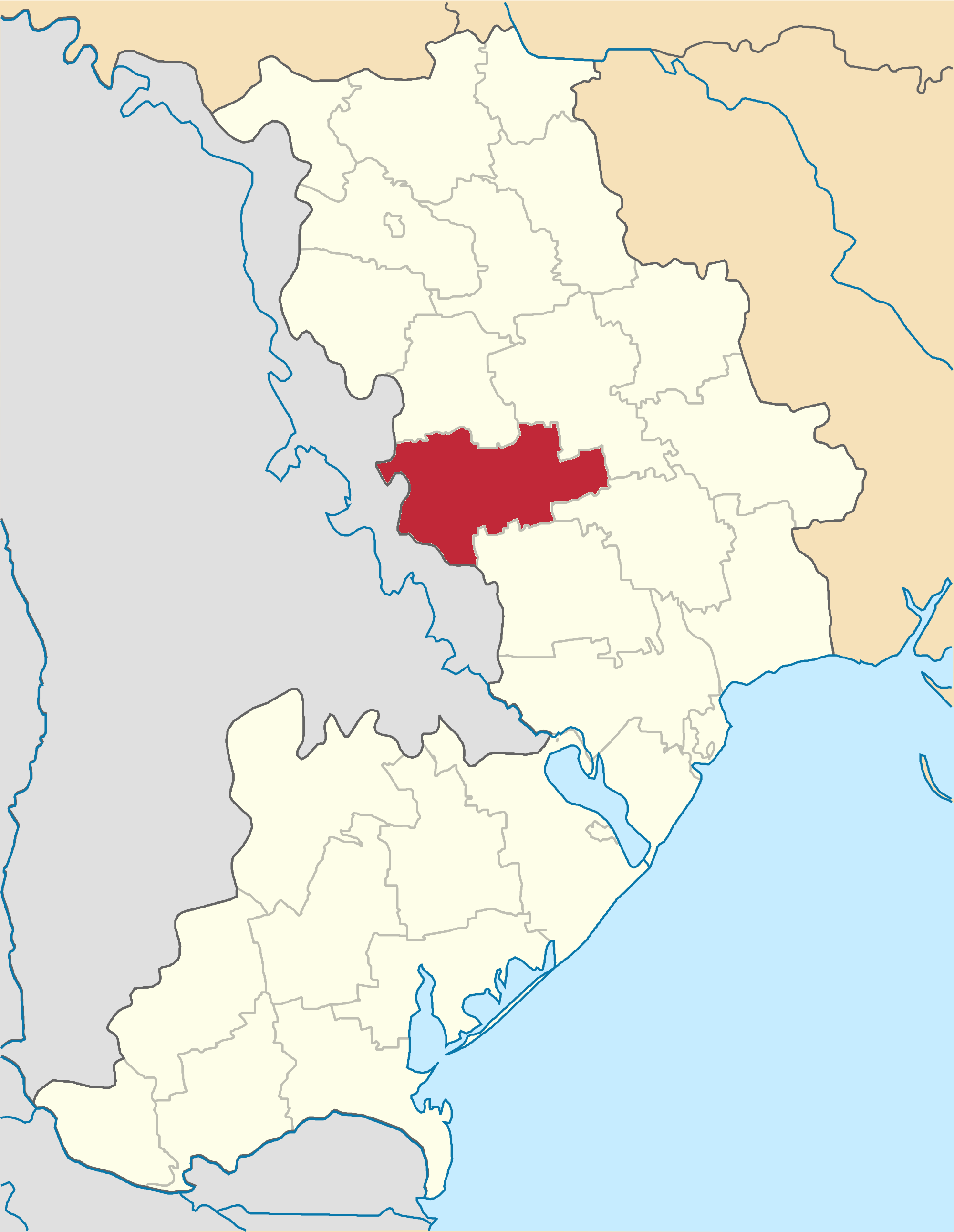
撤销前大米哈伊利夫卡區在敖德萨州的位置

大米哈伊利夫卡區（烏克蘭語：Великомихайлівський район），是烏克蘭西南部敖德萨州的一個舊區，区府为大米哈伊利夫卡。該區面積1,436平方公里，2013年人口31,168，人口密度每平方公里21.7人。
该区在2020年7月18日的乌克兰行政区划改革中被撤销，改革后敖德萨州下分为7个区，大米哈伊利夫卡區合并至羅茲迪利納區。